# Turecká rallye 2004
Turecká rallye 2004 byla sedmou soutěží mistrovství světa v rallye 2004. Byla pořádána ve dnech 24. až 27. června a trať měřila 383,33 km rozdělených do 17 rychlostních zkoušek. Zvítězil zde Sebastien Loeb s vozem Citroën Xsara WRC.

## Průběh soutěže
Z první pozice opět startoval Loeb, který čistil ostatním trať. Za většího favorita byl považován jeho týmový kolega Carlos Sainz, který v loňském ročníku této rallye zvítězil. Dva dny před startem soutěže pršelo a tak nebyl Loebův handicap tak velký. Loeb vyhrál dva testy a ujal se vedení. V šestém testu dostal penalizaci za předčasný start a propadl se na druhé místo. Do vedení se posunul Petter Solberg s vozem Subaru Impreza WRC. Trest byl ale posléze zrušen a Loeb se vrátil do vedení. To udržel až do konce soutěže a získal tak čtvrté vítězství v sezoně. Sainz nakonec skončil čtvrtý. Ve třináctém testu odstoupil ze čtvrté pozice Harri Rovanperä kvůli problémům s převodovkou. O vítězství s Loebem bojoval Marcus Grönholm. Před koncem soutěže měl ale technické problémy a těsně uhájil druhou pozici před Solbergem. Ten zpočátku držel kontakt se špičkou, ale brzy nabral ztrátu jedné minuty. Jeho týmový kolega Mikko Hirvonen skončil šestý. Technické problémy měl Markko Märtin. V první etapě mu zhasl motor a jezdec nabral více než čtyřicetiminutovou ztrátu. Nakonec dojel na 24. pozici. Druhý jezdec týmu Ford M-Sport Francois Duval dokončil na páté pozici. Technické problémy měl i Gilles Panizzi, který odstoupil po čtvrtém testu. Gianluigi Galli skončil na desáté pozici. Sedmý skončil soukromý jezdec Janne Tuohino a osmý Antony Warmbold. Kategorii JWRC ovládly vozy Suzuki Ignis S1600, které dojely v pořadí Andersson, Katajamaki a Guy Wilks.

## Výsledky
1. Sebastian Loeb, Daniel Elena – Citroën Xsara WRC
2. Marcus Grönholm, Timo Rautiainen – Peugeot 307 CC WRC
3. Petter Solberg, Phil Mills – Subaru Impreza WRC
4. Carlos Sainz, Marti – Citroën Xsara WRC
5. Francois Duval, Fortin – Ford Focus RS WRC
6. Mikko Hirvonen, Lehtinen – Subaru Impreza WRC
7. Jane Tuohino, Aho – Ford Focus RS WRC
8. Antony Warmbold, Price – Ford Focus RS WRC
9. Yazici, Okan – Ford Focus RS WRC
10. Gianluigi Galli, D'Amore – Mitsubishi Lancer WRC